# Sazak
Sazak ist ein türkischer männlicher Vorname und Familienname mit der Bedeutung stark wehender Wind.

## Bekannte Namensträger

### Familienname
- Güven Sazak (1935–2011), türkischer Fußballfunktionär
- Selçuk Sazak (* 1954), türkischer Schauspieler, Regieassistent, Intendant und Festivalleiter